# Nightbird
Nightbird – jedenasty album brytyjskiej grupy Erasure wydany w  roku 2005. Vince Clarke oraz Andy Bell są autorami wszystkich utworów.

## Utwory
| #   | Tytuł                                   | Długość |
| --- | --------------------------------------- | ------- |
| 01. | No Doubt                                | 3:59    |
| 02. | Here I Go Impossible Again              | 3:42    |
| 03. | Let's Take One More Rocket To The Moon  | 4:45    |
| 04. | Breathe                                 | 3:49    |
| 05. | I'll Be There                           | 3:20    |
| 06. | Because Our Love Is Real                | 3:40    |
| 07. | Don't Say You Love Me                   | 4:01    |
| 08. | All This Time Still Falling Out Of Love | 4:16    |
| 09. | I Broke It All In Two                   | 3:39    |
| 10. | Sweet Surrender                         | 3:59    |
| 11. | I Bet You're Mad At Me                  | 4:01    |